# John Gotti (Lied)
John Gotti ist ein Lied des deutschen Rappers Kollegah und die zweite Singleauskopplung aus dessen Album Zuhältertape Vol. 4. Der Song wurde am 13. November 2015 über das Plattenlabel Selfmade Records veröffentlicht und erreichte Platz 31 der deutschen Singlecharts.

## Hintergrund
Kollegah hatte am 23. Oktober 2015 mit der Single Genozid das Zuhältertape Vol. 4 angekündigt. Die Zuhältertape-Reihe gilt als Kollegahs bekannteste Albumreihe, das vorhergehende Zuhältertape Volume 3 erschien im Jahr 2009 als Studioalbum, während die beiden anderen Vorgänger Zuhältertape (X-Mas Edition) und Boss der Bosse als Mixtape erschienen waren. Die Albumreihe ist vor allem dadurch geprägt, dass sich Kollegah in seinen Texten als Zuhälter und Gangster inszeniert und dies mit Wortspielen und einer guten Reimtechnik verpackt.
Namenspate des Liedes ist der Mobster John Gotti, mit dem sich Kollegah im Text vergleicht. Das zentrale Thema ist Rauschgifthandel, der zur täglichen Arbeit von John Gotti zählte.

## Musikvideo
Das offizielle Musikvideo zum von Alexis Troy produzierten Song erschien am 13. November 2015 auf dem YouTube-Kanal von Selfmade Records. Das Video wurde seither mehr als 24,5 Millionen Mal angeklickt (Stand: April 2023).
Das Musikvideo entstand unter der Regie von Markus und Michael Weicker von der Videoagentur The Factory. In einem Interview mit rap.de berichtete Kollegah, dass er für die Produktion des knapp dreieinhalb Minuten langen Videos 80.000 Euro bezahlt hätte. Er begründete dies damit, dass „es diesem filmischen Charakter dieses Tapes“ auch nahekomme oder entspreche.

## Kommerzieller Erfolg

### Chartplatzierungen
John Gotti stieg am 18. Dezember 2015 auf Rang 31 in die deutschen Singlecharts ein, was zugleich die beste Platzierung war und konnte sich drei Wochen am Stück in den Top 100 platzieren.
| ChartsChartplatzierungen | Höchstplatzierung | Wochen |
| ------------------------ | ----------------- | ------ |
| Deutschland (GfK)        | 31 (3 Wo.)        | 3      |

### Auszeichnungen für Musikverkäufe
| Land/Region        | Auszeichnungen für Musikverkäufe (Land/Region, Auszeichnung, Verkäufe) | Verkäufe |
| ------------------ | ---------------------------------------------------------------------- | -------- |
| Deutschland (BVMI) | Gold                                                                   | 200.000  |
| Insgesamt          | 1× Gold ·                                                              | 200.000  |